# Ne računaj na mene (singel)
Ne računaj na mene je duetska pesem srbske folk-pop pevke Svetlane Ražnatović - Cece in bosanske folk pevke Maje Berović, ki je bila objavljena 30. decembra leta 2023, v beograjskih založbenih hišah CecaMusic in Futel.  
Gre za modernejšo priredbo pesmi, ki sta jo leta 1994 posneli Ceca in srbska pevka Mira Škorić, za album Ja još spavam. 
Singel je 4. januarja 2024 objavljen v digitalni različici na vseh bolj znanih glasbenih aplikacijah.  

## Nastanek dueta
Ideja o snemanju dueta se je porodila jeseni leta 2023. Pevka Maja je za srbske medije dejala, da si je vedno želela sodelovati s Ceco, zato je srbski pevki predlagala, da naredita modernejšo različico njene pesmi Ne računaj na mene iz leta 1994. Ceca se je s ponujeno zasnovo strinjala, snemanje singla se je začelo 20. decembra v glasbenem studiu kompozitorja Aleksandra Radulovića, ki je tudi avtor originalne različice pesmi. 
Pevki sta istega dne na družbenih omrežjih objavili skupne fotografije iz studia , prve konkretne informacije o snemanju dueta pa so bile objavljene 29. decembra.  Med ustvarjanjem singla je nastal tudi kratek 3-minutni video Filipa Plavčića, ki prikazuje, kako je potekalo snemanje v samem studiu.  Odzivi občinstva so bili po poročanju medijev večinoma pozitivni. 

## Promocija singla
Spletna promocija singla se je začela 30. decembra 2023. z objavo posnetka na Cecinem YouTube kanalu. Pesem šteje 13,5 milijona ogledov (1. junij 2024). Televizijska promocija singla se je začela 31. decembra 2023, v novoletnem programu srbske Pink TV, ko sta pevki prvič predstavili pesem.  

## Izdaja singla
| Digitalna različica | Digitalna različica                        | Digitalna različica | Digitalna različica  | Digitalna različica  | Digitalna različica |
| Št.                 | Naslov                                     | Besedilo            | Glasba               | Aranžerji            | Dolžina             |
| ------------------- | ------------------------------------------ | ------------------- | -------------------- | -------------------- | ------------------- |
| 1.                  | „Ne računaj na mene‟ (Ceca & Maja Berović) | Marina Tucaković    | Aleksandar Radulović | Aleksandar Radulović | 2:54                |

## Uspeh na lestvicah

### YouTube
Pevki sta se s pesmijo zavihteli na lestvice najbolj gledanih videoposnetkov na Youtube, in sicer v vseh državah nekdanje Jugoslavije in tudi Avstrije.  Pesem je v prvem tednu zabeležila milijon ogledov. 
| Država               | Najvišja uvrstitev |
| -------------------- | ------------------ |
| Avstrija             | 4                  |
| Bosna in Hercegovina | 1                  |
| Črna Gora            | 2                  |
| Hrvaška              | 2                  |
| Slovenija            | 3                  |
| Srbija               | 1                  |
| Severna Makedonija   | 5                  |

### Croatia Billboards (hrvaška glasbena lestvica)
| Lestvica       | Najvišja uvrstitev |
| -------------- | ------------------ |
| Croatia charts | 6                  |

## Ostale informacije
Ne računaj na mene je prva pesem, ki jo je Ceca posnela po sedmih letih premora.